# Eddie Sjöberg
Eddie Sjöberg, född 8 mars 1961 i Vaxholm, är en svensk gitarrist. Han är mest känd för att ha spelat i Reeperbahn 1977-1984, och spelade även under bandets återföreningar 1986 och 2010. Han har fortsatt att framträda i musikaliska sammanhang och har kompat bland andra Jakob Hellman och Fred Asp (f.d. Imperiet).
Sjöberg komponerade musiken åt åtminstone två Reeperbahn-låtar, den instrumentala låten "En okänd plats" på skivan Peep-Show och låten "Vackra minnen (klär bäst i rött)" på Intriger (båda 1983).